# Grębów (województwo wielkopolskie)
Grębów – wieś w Polsce położona w województwie wielkopolskim, w powiecie krotoszyńskim, w gminie Rozdrażew.
Miejscowość leżała w obrębie księstwa krotoszyńskiego (1819-1927), którym władali książęta rodu Thurn und Taxis. W okresie Wielkiego Księstwa Poznańskiego (1815-1848) miejscowość wzmiankowana jako Grembów należała do wsi większych w ówczesnym pruskim powiecie Krotoszyn w rejencji poznańskiej. Grembów należał do okręgu krotoszyńskiego tego powiatu i stanowił część majątku Rozdrażewo, którego właścicielem był wówczas książę Maximilian Karl von Thurn und Taxis. Według spisu urzędowego z 1837 roku wieś liczyła 459 mieszkańców, którzy zamieszkiwali 52 dymy (domostwa).
W latach 1975–1998 miejscowość administracyjnie należała do województwa kaliskiego.